# ذا ويتشر (مسلسل)
ذا ويتشر (بالإنجليزية: The Witcher) هو مسلسل فنتازيا ودراما أمريكي-بولندي من تأليف لورين شميت هيسريتش لصالح نتفليكس. المسلسل مبني على روايات تحمل نفس الاسم لأندريه سابكوسكي. عرض المسلسل نهاية عام 2019.

## طاقم العمل والشخصيات

### الأساسسين
- هنري كافيل بدور جيرالت من ريفيا، صائد الوحوش المعروف بـ "ويتشر""
- أنيا شالوترا بدور ينيفر من فينغربرغ، الساحرة وعضو جماعة الأخوية للسحرة
- فريا ألان بدور الأميرة سيريلا من سينترا، أميرة سينترا التي تمتلك قوى سحرية
- جوي باتي بدور ياسكير، شاعر السفر
- ميانا بورنج بدور تيسايا دي فريس، عميدة أريتوزا، أكاديمية تدريب الساحرات
- رويس بيريسون بدور استريد، الساحر الذي أصبح صديقًا لينيفر
- إيمون فارن بدور كاهير، وهو ضابط عسكري من نيلفجارديان
- ميمي نديويني بدور فرينجيلا فيغو، الساحرة التي تدربت إلى جانب ينيفر
- ويلسون راجو بوجالتي بدور دارا، صبي من الإلف
- آنا شافير بدور تريس ميريغولد، ساحرة تخدم لمملكة تيميريا
- ماهيش جادو بدور فيلغفورتز، ساح

### ظهروا بشكل متواتر
- لارس ميكيلسن بدور ستريغوبور، ساحر، معلم استريد
- جودي ماي بدور الملكة كالانثي، حاكمة مملكة سينترا، جدة الأميرة سيريلا
- آدم ليفي بدور ماوسزاك
- بيورن هلينور هارالدسون بدور الملك أيست، زوج للملكة كالانثي
- إيما أبليتون بدور الأميرة رينفري، أميرة تحولت إلى لصه[9]
- ماسيج موساي بدورالسيد لازلو
- توبي بامطفة بدورالسيد دينيك
- تيريكا ويلسون ريد بدورسابرينا جليفيسيغ، ساحرة تدربت بجانب ينيفر
- شون دولى بدور الملك فوليست من تيميريا
- تيرينس ماينارد بدور أرتوريوس فيجو، ساحر، عم فرينجيلا
- جوديت فيكيتي بدور فانيل من بروج
- جوزيت سيمون بدور إيثنيه، ملكة حوريات الغابة
- نورا تروكان بدور إحدى حوريات الغابة
- أنا لويس بلومان بدور زولا

## الحلقات
| ر. الإجمالي | العنوان              | المخرج                    | الكاتب             | تاريخ العرض الأصلي |
| ----------- | -------------------- | ------------------------- | ------------------ | ------------------ |
| 1           | «بداية النهاية»      | أليك ساخاروف              | لورين شميدت هيسريش | 20 ديسمبر 2019     |
| 2           | «4 ماركات»           | أليك ساخاروف              | جيني كلاين         | 20 ديسمبر 2019     |
| 3           | «القمر الغادر»       | أليكس غارسيا لوبيز        | بو ديمايو          | 20 ديسمبر 2019     |
| 4           | «مآدب ومقابر وأوغاد» | أليكس غارسيا لوبيز        | ديكلان دي بارا     | 20 ديسمبر 2019     |
| 5           | «رغبات في قمقم»      | شارلوت برندستروم          | سنيها كورس         | 20 ديسمبر 2019     |
| 6           | «مخلوقات نادرة»      | شارلوت برندستروم          | هايلي هول          | 20 ديسمبر 2019     |
| 7           | «ما قبل السقوط»      | أليك ساخاروف & مارك جوبست | مايك أوستروفسكي    | 20 ديسمبر 2019     |
| 8           | «ليسوا مجرّد سحرة»    | مارك جوبست                | لورين شميدت هيسريش | 20 ديسمبر 2019     |

## الإنتاج
في سبتمبر 2018، أُعلن أن هنري كافيل سيقوم بدور جيرالت من ريفيا. في أكتوبر 2018، تم الإعلان عن بقية الممثلين.
بدأ الإنتاج الرئيسي للموسم الأول في 31 أكتوبر 2018 في المجر.
وفي 31 مايو 2019 قام الممثل هنري كافيل بالإعلان من خلال حسابه الرسمي على الإنستجرام عن إنتهاء عملية التصوير للموسم الأول من المسلسل.

## وصلات خارجية
- ذا ويتشر على موقع IMDb (الإنجليزية)
- ذا ويتشر على موقع ميتاكريتيك (الإنجليزية)
- ذا ويتشر على موقع روتن توميتوز (الإنجليزية)
- ذا ويتشر على موقع نتفليكس (الإنجليزية)
- ذا ويتشر على موقع فيلمافينيتي (الإسبانية)
- ذا ويتشر على موقع كينوبويسك (الروسية)
- ذا ويتشر على موقع ألو سيني (الفرنسية)
- ذا ويتشر على موقع قاعدة بيانات الفيلم (الإنجليزية)